# Rajeev Ram
Rajeev Ram, född den 18 mars 1984 i Englewood, Colorado, är en amerikansk tennisspelare.
Han tog OS-silver i mixeddubbel i samband med de olympiska tennisturneringarna 2016 i Rio de Janeiro..